# Anna Langhoff

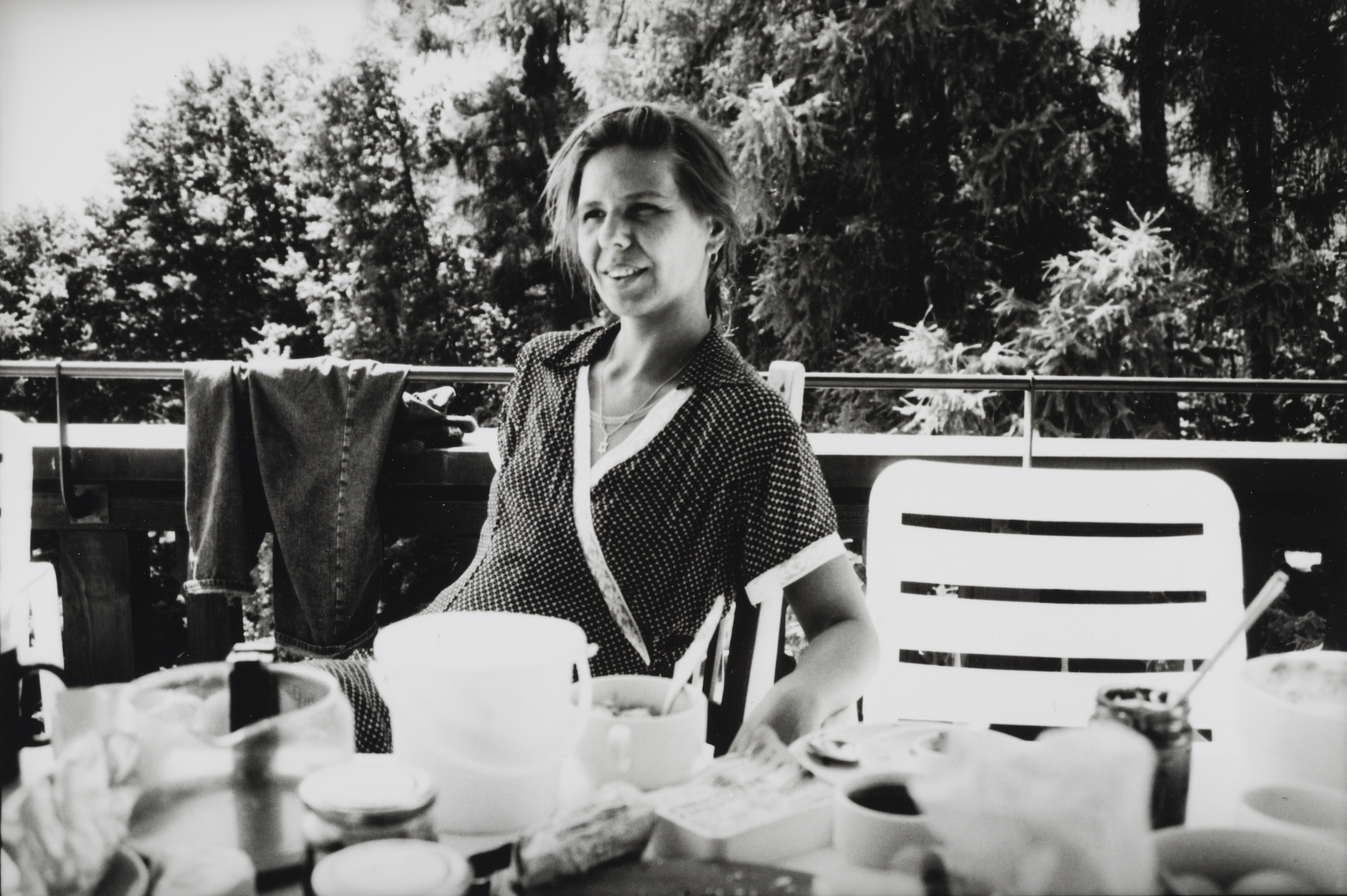
Anna Langhoff in der Villa Waldberta (ca. 1995)

Anna Langhoff (* 30. Mai 1965 in Ost-Berlin) ist eine deutsche Schriftstellerin, Regisseurin und Dramaturgin.

## Leben

### Herkunft
Anna Langhoff ist die einzige Tochter des Theaterregisseurs Matthias Langhoff, die Enkelin des Schauspielers und Regisseurs Wolfgang Langhoff und die Nichte des Regisseurs Thomas Langhoff. Seit 1978 lebte die Familie in der Schweiz, später in Frankreich.

### Theaterarbeit
Von 1983 bis 1988 war Anna Langhoff Regieassistentin an Theatern in Zürich, Bochum und Hamburg. Ab 1990 wirkte sie als Dramaturgin am Berliner Schiller-Theater und von 1992 bis 1995 als Autorin und Regisseurin am Berliner Ensemble. Im Auftrag von Heiner Müller schrieb sie am Berliner Ensemble das Stück Schmidt Deutschland – Der Rosa Riese und war Mitglied der Autoren-Werkstatt des Berliner Ensembles.
Sie inszenierte außerdem am Deutschen Theater Berlin, an der Volksbühne Berlin, im Deutschen Theater Almaty Kasachstan, in Frankreich, Portugal, und anderen Orten. Daneben war sie von 1991 bis 1992 Dozentin an der Schauspielschule des Theatre Nationale de Bretagne im französischen Rennes. Seit 1992 ist sie gelegentlich als freie Regisseurin an verschiedenen Theatern, vor allem aber als Autorin tätig sowie als Übersetzerin für Theaterstücke und Drehbücher.
2008 versuchte sie als neue künstlerische Leiterin der 1919 gegründeten Tribüne ein neues Profil für das Theater zu entwickeln, wurde aber von den Direktoren nach vier Monaten Vorbereitungszeit und nur zehn Tage nach der Neueröffnungspremiere mit Love – Die schönste Geschichte wegen „unüberbrückbarer künstlerischer und persönlicher Differenzen“ entlassen. In einem öffentlichen Protestschreiben erklärten daraufhin namhafte Künstler, „dieses privatunternehmerische Vorgehen“ vertreibe diejenigen Künstler und Sponsoren – darunter die Unterzeichnenden – die den Neustart des Theaters unterstützen wollten. Außerdem gaben die Künstler zu bedenken, dass die 600.000 Euro Subvention seitens des Berliner Senats im Jahr 2008 „nicht zuletzt“ für das Konzept von Langhoff geflossen seien und forderten „eine Überprüfung der Leitungsstruktur der tribuene“, die sich aus zwei Geschäftsführern, nämlich dem Ehepaar Thomas und Corinna Trempnau zusammensetzte, das seinerseits zu wenig Geld für künstlerische Projekte zur Verfügung stellte. Im darauffolgenden Jahr stellte der Berliner Senat die Förderung der tribuene unter Leitung der Direktoren Trempnau ein. Zu den Unterzeichnern gehörten neben anderen die Schauspieler Tina Engel, David Bennent, Ernst Stötzner, Dörte Lyssewski, der Bühnenbildner Peter Schubert, die Künstlerin Brigitte Maria Mayer, der Leiter der Akademie Schloss Solitude Jean-Baptiste Joly sowie diverse Sponsoren.
Seit 2008/09 arbeitet Langhoff als freie Autorin und Übersetzerin, unter anderem für das Theater CTB Companhia de Teatro de Braga in Portugal, wo sie seit 2011 auch künstlerische Mitarbeiterin der Leitung ist. 2013 gründete sie zusammen mit Alexei Schipenko und Stipe Erceg die Filmproduktionsfirma Nondual Production, die verschiedene Filmprojekte verfolgt und seit 2014 zusammen mit dem Theater CTB die Theaterarbeit und Filmarbeit prozessbetont miteinander verbindet. 2014 und 2015 entstanden dabei der Dokumentarfilm Semana Santa und der Spielfilm Fideliche (mit Stipe Erceg, Rui Madeira, Carols Feio und Fumie Kimura). 2015 drehte Anna Langhoff zusammen mit Alexej Schipenko/Nondual Productions den Dokumentarfilm LESS über Frauen, die sich nach beidseitiger Mastektomie gegen eine Brustrekonstruktion entschieden haben. Seit 2017 ist sie Leitende Schauspieldramaturgin am Volkstheater Rostock.

### Autorin
Seit ihrer ersten Veröffentlichung im Jahr 1986 Herzschuss (Ammann Verlag), ist Langhoff als freie Autorin tätig und veröffentlichte Prosa sowie Lyrik. Seit 1991 wird sie auch als Dramatikerin bekannt, ihre Theatertexte werden vertreten vom henschel Schauspiel Verlag. Sie ist Verfasserin von erzählenden Werken, Gedichten, Theaterstücken und Hörspielen.

### Privates
Anna Langhoff war bis 2024 mit dem Schriftsteller, Regisseur und Musiker Alexei Schipenko verheiratet. Sie ist Mutter von drei Söhnen, darunter der Dramatiker, Journalist und Drehbuchautor Juri Sternburg und der Regisseur Léon S. Langhoff.

## Auszeichnungen (Auswahl)
- 1987 das Stipendium der Kärntner Industrie beim Ingeborg-Bachmann-Wettbewerb in Klagenfurt,
- 1988 ein Stipendium des Deutschen Literaturfonds,
- 1995 ein Stipendium der Münchner Villa Waldberta,
- 1997 das Stipendium der Akademie Schloss Solitude, Stuttgart,
- 1999 das Stipendium der Stiftung Kulturfonds, Berlin,
- 2000 den Baden-Württembergischen Jugendtheaterpreis,
- 2001 den Christian-Dietrich-Grabbe-Preis und den Hörspielpreis Släbbész,
- 2002 den Preis des Emscher Drama sowie
- 2004 das Amt der Stadtschreiberin von Otterndorf.
- 2005 das Stipendium der Stiftung Preußische Seehandlung.

## Werke
- Herzschuß, Prosa, Ammann Verlag, Zürich 1987
- Vielliebchen, Lyrik, Ammann-Verlag, Zürich 1990
- Baustelle Berlin, Essay, edition l’UBU
- Golem, Stueckfassung für die Volksbühne am Rosa Luxemburgplatz Berlin 1994
- Transit Heimat/gedeckte tische, Theaterstück, Berlin 1993
- Schmidt Deutschland. Der Rosa Riese, Theaterstück, Berlin 1995
- Frieden, Frieden, Theaterstück, Berlin 1996
- Symple Storys nach Ingo Schulze, Theaterstück, Leipzig 1998
- Papageienfleisch, Theaterstück, Berlin 1999
- Unsterblich und reich, Theaterstück, Berlin 1999
- AntigoneBericht, Theaterstück, Berlin 1999
- Eisfelder, Theaterstück, Berlin 2000
- Am Toten Mann, Theaterstück, Dessau 2001
- Gastmahl des Meeres, Theaterstück, Berlin 2001
- Schauspieler, Theaterstück, Berlin 2002
- Die Sonne scheint, Theaterstück, Berlin 2006
- Frieden Frieden, Hörspiel, Erstsendung 1998, Radio France Culture
- AntigoneBericht, Hörspiel, Erstsendung 1999, Radio France Culture
- Party, Hörspiel, Erstsendung 2000, Radio France Culture
- Unsterblich und reich, Hörspiel, Erstsendung 2000, SFB
- Brandrodung Berlin, Hörspiel, Erstsendung 2003, SWR